# Gangster Disciples
Die Black Gangster Disciple ist eine US-amerikanische Straßengang, die in den späten 1960ern in der South Side von Chicago gegründet wurde. Gründer waren David Barksdale, der Anführer der Black Disciples und Larry Hoover, der Anführer der Supreme Gangsters. Die beiden Gruppen schlossen sich als Black Gangster Disciple Nation (BGDN) zusammen. Die Gangster Disciples sind in den gesamten USA präsent und haben 40.000 bis 60.000 Mitglieder, davon 30.000 in Chicago, diese sind mehrheitlich Afroamerikaner.
Die Gruppe hat verschiedene Versuche unternommen, ihr Auftreten zu legitimieren. Einige Mitglieder haben das „B“ abgelegt und bezeichnen sich selbst als GDs oder Gangster Disciples. In den 1990er Jahren stellten sich die Disciples in die Tradition der Black Panthers, Black Stone Rangers, Latin Kings, Traveling Vice Lords, Black Disciples und Young Lords, indem sie eine „Wachstums und Entwicklungs“ Bewegung gründeten. Außerhalb von Chicago tragen einige Gangs weiterhin den alten Namen der BGD.
Mitglieder der Gangster Disciples sind auch im US-Militär dokumentiert, sie wurden sowohl innerhalb der USA als auch in Stützpunkten im Ausland gefunden. Graffiti der Gangster Disciples wurden in Stützpunkten in Irak und Afghanistan gefunden.

## Verbündete und Rivalen
Die Gangster Disciples sind mit der Folk Nation sowie den Crips, den Sureños, der Zoe Pound Gang, der Black Guerrilla Family, der  Black Mafia Family und den Juggalos verbündet. Zu ihren Rivalen gehören die People Nation, die  Black P.Stones,  die Traveling Vice Lords, die Bloods, Latin Kings, Norteños und die Black Disciples.

## Symbole und Erkennungszeichen
Wie die meisten großen Gangs, nutzen auch die Gangster Disciples ein System genau definierter Symbole zur Kommunikation. Dieses System ist eine Kombination von Symbolen, welche die Gangster Disciples oder die Folk Nation als Ganzes repräsentieren und Symbole, welche für andere Gangs stehen, im Regelfall um diese zu provozieren.
Die Gangfarben sind Schwarz, Grau und Blau. Viele Mitglieder tragen Kleidung von Georgetown Hoyas oder Duke Blue Devils.

### Der sechszackige Stern
Das wichtigste Gangsymbol ist ein sechszackige Stern, im Stil identisch mit dem Davidstern. Diese Anlehnung ist eine Hommage an den Gründer David Barksdale. Die sechs Zacken sollen für Liebe, Leben, Loyalität, Verständnis, Wissen und Weisheit bzw. Respekt stehen.